# 雁木 (港湾)

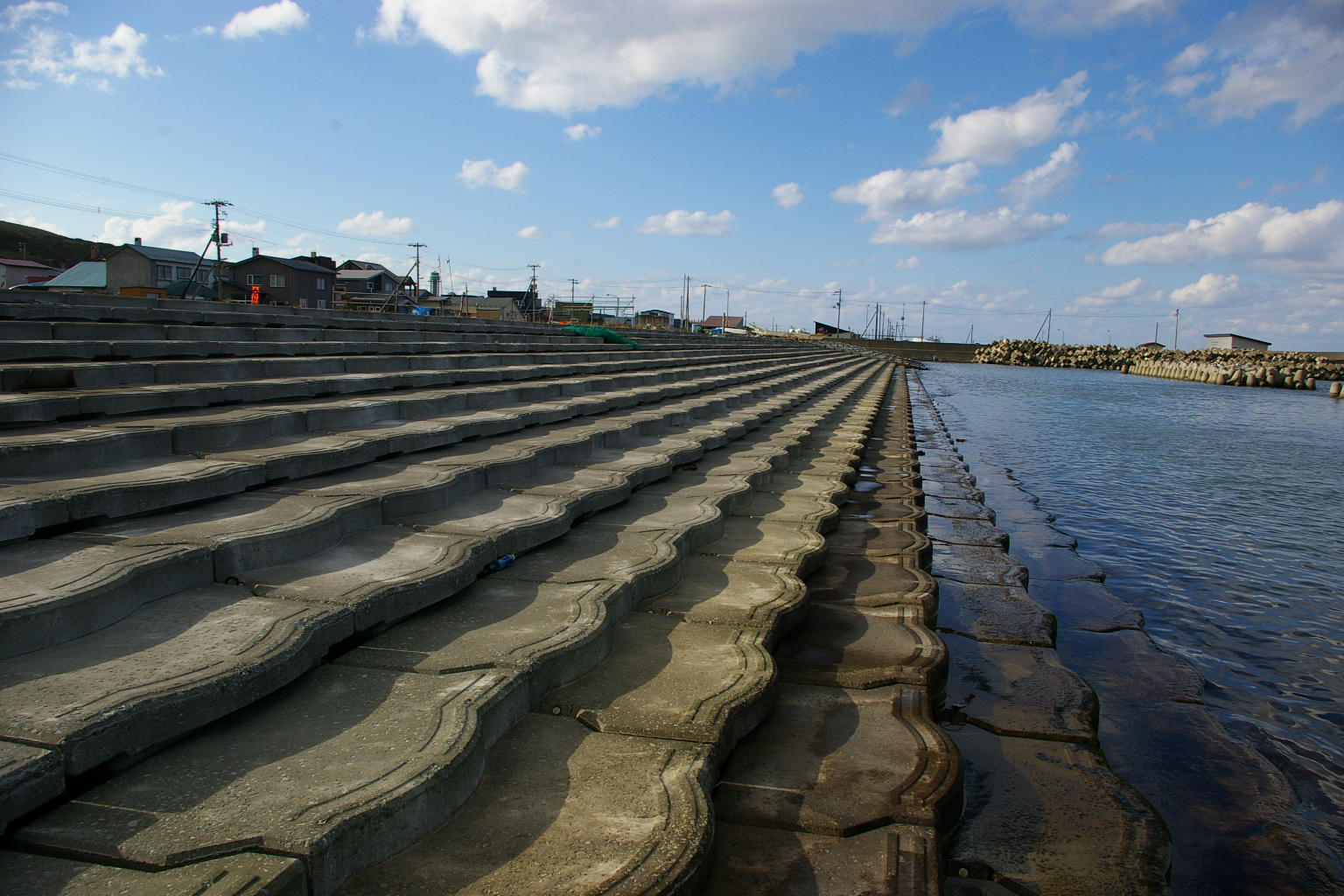
稚内副港の雁木
水産物を容易に陸揚げ出来る。

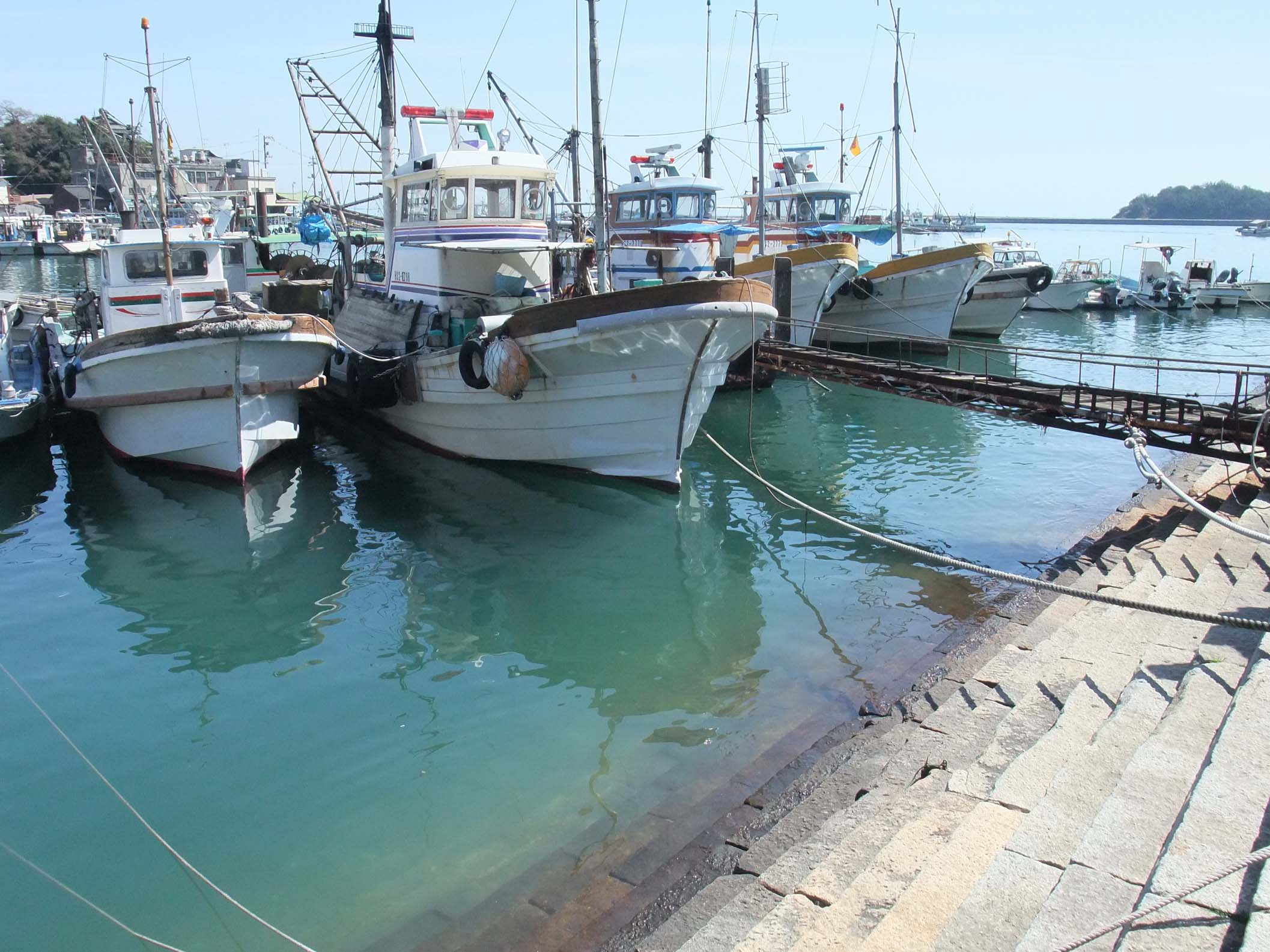
広島県福山市鞆の浦の雁木

雁木（がんぎ）は、船着場における階段状の構造物。江戸時代における和船操船技術の一つ 。

## 概要
雁木は、港の船着場における階段状の構造物である。潮の満ち干や河川の流量変化による水面の上下により、停泊中の廻船の舷側高さの変化に応じて、岸壁と違って、階段状になっていた「雁木」に渡り板を架けていた。
昇降や荷役が出来るため、近代以前の船着場で多く見られる。また、埠頭の一部が雁木となっている場合もある。現代の港湾設備では浮桟橋が設置されるため、雁木が設置される事は少なくなっている。

## 各地の江戸時代の船着場
静岡県
- 舞坂宿

広島県
- 下鎌苅（広島県呉市）、尾道水道、鞆の浦

山口県
- 中関港（防府市）

## 引用文献
- 辻啓介「がんぎ考　弁才船の船着場についての考察」『大島商船高等専門学校紀要』36、大島商船高等専門学校、2003、9-17頁。